# Розеллини, Ипполито
Ипполито Розеллини (итал. Ippolito Rosellini; 13 августа 1800, Пиза, — 4 июня 1843, там же) — итальянский египтолог, профессор восточных языков в Пизе. Друг и сподвижник Шампольона в его археологических экспедициях.

## Биография
Родился в семье коммерсанта. Учился теологии в Пизанском университете. Затем начал изучать восточные языки в Болонье.
Помогал Шампольону в его работах по египтологии. В 1828 году Розеллини был поставлен во главе тосканской экспедиции, отправившейся в Египет для научных исследований и присоединившейся к французской под начальством Шампольона; обе экспедиции 15 месяцев занимались ближайшим исследованием иероглифических памятников Египта. Результатом этих исследований явилась работа «Il monumenti dell’Egitto e della Nubia» (Пиза, 1832—44). Другие труды Розеллини: «Elementa linguae aegyptiacae», коптская грамматика, обработанная по наброску Шампольона (Рим, 1837), и неоконченный «Diccionario ieroglifico», оставшийся в рукописи.

## Память
Бюст Ипполито Розеллини установлен в мемориале великих египтологов мира при Египетском музее в Каире.